# سولفن
سولفن (به انگلیسی: Sulfene) با فرمول شیمیایی CH
۲SO
۲ یک ترکیب شیمیایی با شناسه پاب‌کم ۱۲۲۴۴۲۳۷ است. که جرم مولی آن ۷۸٫۰۹ g/mol می‌باشد.